# Magik (film)
Magik (oryg. Guzaarish, hindi गुज़ारिश, dosł. życzenie, pragnienie) – indyjski dramat miłosny wyreżyserowany w 2010 roku przez Sanjaya Leeli Bhansaliego (oparciu o własny scenariusz i z własną kompozycją muzyczną). W rolach głównych Hrithik Roshan i Aishwarya Rai. Producentami filmu są Sanjay Leela Bhansali i Ronnie Screwvala. Mimo tego, że oglądalność filmu pozostała na poziomie przeciętnym, zyskał on uznanie krytyków zdobywając liczne nagrody (przede wszystkim za zdjęcia, reżyserię i grę aktorską). Film, zrealizowany na Goa, porusza temat prawa człowieka sparaliżowanego do eutanazji.

## Fabuła
Goa. Od 12 lat Ethan Mascarenhas (Hrithik Roshan) cierpi z powodu paraliżu. Otoczony portretami z czasów, gdy jako magik żył w świetle sławy, co rano zdany na pomoc swojej pielęgniarki Sofii D'Souza (Aishwarya Rai) szczerzy zęby poddając je szczotkowaniu. Gdy wszystkie poranne ablucje dobiegają końca, Ethan w lustrze sprawdza jak wygląda. Człowiek, który kiedyś w sztuczkach na scenie nadawał swojemu ciału nieważkość, nie może teraz nawet muchy zgonić z nosa. Nie rezygnuje jednak z życia. W codziennych audycjach dodaje ludziom swoimi słowami nadziei, uczy ich kochać, wybaczać, godzić się. Dodaje odwagi do życia, przepowiada radość. Tym większym szokiem dla wszystkich staje się jego ostatnia decyzja. Ethan postanowił złożyć wniosek o zgodę na zakazaną prawnie w Indiach eutanazję. Na antenie ogłasza głosowanie. Kto ze słuchaczy da mu prawo do śmierci, a kto nie. Zaczyna o to walczyć w sądzie. Nie rozumie tego ani latami troszcząca się o niego, zakochana w nim Sofia, nie zgadza się z tym też Omar Siddiqui (Aditya Roy Kapoor), którego Ethan uczy sztuki magii.

## Obsada
- Hrithik Roshan - Ethan Mascarenhas
- Aishwarya Rai - Sofia D'Souza/Mascarenhas
- Shernaz Patel - Devyani Dutta
- Nafisa Ali - Isabel Mascarenhas
- Aditya Roy Kapoor - Omar Siddique
- Monikangana Dutta- Estella Francis
- Suhel Seth - Dr. Nayak
- Rajit Kapoor - Prosecutor Vipin Patel
- Ash Chandler - Yasser Siddique
- Vijay Crishna - sędzia Rajhansmoni
- Makarand Deshpande - Neville D'Souza
- Sanjay Lafont - ojciec Samuel
- Jineet Rath - mały Ethan
- Parveen Rabbani - Rosy
- Farida Mistry - Maria

i inni

## Piosenki w filmie
1. Sau Gram Zindagi
2. Jaane Kiske Khwaab (KK).
3. Tera Zikir Hai (Rakesh Pandit, Shail Hada).
4. Udi Udi (Sunidhi Chauhan, Shail Hada).
5. Guzaarish hai Ye Jo Barish
6. Dhudhli Dhundhli Shaam Hui
7. Keh Na Saku
8. Daayein Baayein Chahat Chaye
9. Chand Ki Katori